# Ланг, Виктор фон
Виктор фон Ланг (нем. Viktor von Lang; 2 марта 1838 — 3 июля 1921) — австрийский химик и физик. Считается пионером и основателем физики кристаллов.

## Биография
Виктор фон Ланг получил докторскую степень в Гиссенском университете в 1859 году. Темой диссертации были «физические условия кристаллизации тел» (нем. Physikalische Verhältnisse kristallisierter Körper).
С 1865 по 1909 год Ланг служил директором физического кабинета (нем. Physikalisches Kabinett). Его книга со вступления в теоретической физике (нем. Einleitung in die theoretische fisik), выдержавшая восемь изданий с 1867 по 1891 год. С кристалографом Вильгельмом Йозефом Граилихом, он был соавтором «исследование физических условий кристаллизации тел» (нем. Untersuchungen über die Physikalischen Verhältnisse Krystallisirter Körper).
Минерал лангит был назван в его честь Невиллом Стори Маскелином.